# Андромеда XVIII
Андроме́да XVIII (And XVIII) — карликовая сфероидальная галактика, которая находится в созвездии Андромеды. Она находится на расстоянии примерно 1,92 млн световых лет (0,589 мегапарсек) от Галактики Андромеды (М31) и примерно в 4,4 млн световых лет (1,4 мегапарсек) от Млечного Пути. Она входит в Местную группу галактик.
Относительно большое расстояние от Галактики Андромеды показывает, что Андромеда XVIII — не её галактика-спутник. На момент открытия не было ясно, будет ли Андромеда XVIII приближаться к M31 или уходить из её окрестностей.
Обнаружена в 2008 году, вместе с Андромедой XIX и Андромедой XX на снимках, сделанных с помощью телескопа Канада-Франция-Гавайи (ТКФГ).